# Somogyjád
Somogyjád község Somogy vármegyében, a Kaposvári járásban.

## Fekvése
A község Somogy vármegye szívében, Külső-Somogy árkokkal és vízfolyásokkal szabdalt dombjai között fekszik, a 6701-es és a 6513-as utak találkozásánál. Somogyjád környékén mintegy 180 hektár erdő borítja a tájat, a falu külterületének nagy részén viszont a kedvező talaj miatt jelentős mezőgazdasági művelés is folyik. A falu területe 25,06 négyzetkilométer, melyből a belterület 169 hektárnyit tesz ki.
Kaposvártól, a megyeszékhelytől, mindössze 17 kilométernyire fekszik. Mivel Somogyjád a Kaposvárt-Fonyóddal összekötő országút mentén fekszik, az autóbuszok viszonylag sűrűn járnak mind a harminc kilométerre fekvő Balaton, mind a megyeszékhely irányába. A településen a Kaposvár–Fonyód-vasútvonal halad át, az itteni megállóhely a két említett négy számjegyű út kereszteződéséből kiinduló 65 311-es úton érhető el.
A szomszédban – tíz kilométernél nem messzebb – fekszik a halastavairól és műemlékeiről nevezetes Alsóbogát, a régészeti emlékeiről ismert Bodrog, a gyönyörű természeti környezetben fekvő Edde, a krumplisfesztiváljával sikert arató Mernye, a világhírű képzőművész, Szász Endre egykori lakóhelye Várda, és a százéves Tallián kastélyt őrző Osztopán.

## Története
A község nevét az oklevelek először 1329-ben említik. Akkor még Jaad alakban szerepel, a Bő nemzetségbeli Laki Thuz család birtokaként. 1484-ben Lak (a mai Öreglak) várához tartozott. Az 1536. évi adólajstromban már két ilyen nevű helység is található: Alsó-Jaad és Jaad Alberthi. Az 1700-as évek elejéig a Perneszi család tulajdonában volt, 1715-ben viszont már az Esterházyak igazgatták a térség ügyeit. Ekkor a krónikák szerint 13 család lakta a falut. A krónikákból az is kiderül, hogy Somogyjád ebben az időben települt a harmadik – jelenlegi – helyére.
Először, még az 1500-as évek előtt, a Galambos puszta környékén álló vár védelmét élvezte. Az erődítmény ma már nem látható, a puszta pedig a környező mezőgazdasági terület része. A falu lakói a török hódoltság alatt költöztek át a Másjádi-dűlőbe. Ez volt a község történetének második állomása, majd a 18. században jött a harmadik.
Somogyjád mai határának délnyugati részén, az Apánka erdőben, egy sírdomb feltárásakor nagyobb urnákat találtak a régészek.
A világháborúk után a helyi tanácsot 1955-ben alapították meg. 1958-ban létrejött az Augusztus 20. Mgtsz, amely nem sokkal később az eddei, húsz év múlva pedig a várdai szövetkezettel egyesült. A település 1971-ben Edde, Alsóbogát és Várda közös tanács székhelye lett. Hat évvel később Osztopánt és Bodrogot is közigazgatásilag idecsatolták.
1962-ben épült a körzeti általános iskola, a diákok azóta is ide járnak Várdáról, Eddéről és Alsóbogátról. 1985 és 1990 között az alsó tagozatosok tantermeit áttelepítették a nagy iskolához, s felépült egy négy tantermes, tornateremmel, műhelyekkel, valamint egy 350 adagos konyhával, tágas ebédlővel ellátott másik iskolaépület is.
A 18. század végén épült a késő barokk stílusú református templom, amely ma Somogyjád egyetlen műemléke. A katolikus templomot 1977-ben épült Szigetvári György kaposvári építész tervei alapján. A lakók 60%-a római katolikus, több mint egyharmada református, s mintegy 5%-a tartozik más felekezethez.
A település az 1990-es években csaknem teljesen beépült, arculata sokat változott.
A telefont 1994-ben vezették be Somogyjádra, a csillagpontos kábeltelevízió hálózattal együtt. Ekkor született meg a saját csatorna, a Jád TV is, amelyet egy önkormányzati kft üzemeltet.
2003-ban felújították és akadálymentesítették a művelődési házat. Szükség is volt erre, mert a somogyjádi művészeti iskola növendékei itt készülnek fellépéseikre.
Somogyjád és Várda között található a falu egyetlen lakott külterülete, Magyaróvölgy.
E településrész a községtől egy kilométerre, a főút mentén fekszik, az egykori majorság területére épített szolgálati lakásokból alakult ki. Itt egykor állattartó telep működött, amely ma hasznosításra vár. A telep teljes közművesítése, jó megközelíthetősége alkalmas az agráripari parkká alakításra vagy más vállalkozásoknak adhat helyet.
2007-re elkészült a sportcsarnok, ami a régió egyik legjobban kihasznált építménye lett.

## Közélete

### Polgármesterei
- 1990–1994: Horváth Ferencné (független)[3]
- 1994–1998: Lőrinczné Kiss Ilona (független)[4]
- 1998–2002: Lőrinczné Kiss Ilona (független)[5]
- 2002–2006: Lőrinczné Kiss Ilona (független)[6]
- 2006–2010: Lőrinczné Kiss Ilona (független)[7]
- 2010–2014: Lőrinczné Kiss Ilona (független)[8]
- 2014–2019: Lőrinczné Kiss Ilona Margit (független)[9]
- 2019–2024: Lőrinczné Kiss Ilona (független)[10]
- 2024– : Lőrinczné Kiss Ilona (független)[1]

## Népesség
A település népességének változása:
| Lakosok száma | 1601 | 1589 | 1588 | 1516 | 1423 | 1438 | 1451 |
|               | 2013 | 2014 | 2015 | 2021 | 2022 | 2023 | 2024 |

A 2011-es népszámlálás során a lakosok 77,1%-a magyarnak, 4,9% cigánynak, 0,6% németnek mondta magát (22,7% nem nyilatkozott; a kettős identitások miatt a végösszeg nagyobb lehet 100%-nál). A vallási megoszlás a következő volt: római katolikus 47,7%, református 9,3%, evangélikus 0,9%, felekezet nélküli 10,2% (30,7% nem nyilatkozott).
2022-ben a lakosság 91,4%-a vallotta magát magyarnak, 4,3% cigánynak, 0,8% németnek, 0,1-0,1% görögnek, szlovénnek és bolgárnak, 2,2% egyéb, nem hazai nemzetiségűnek (8,2% nem nyilatkozott; a kettős identitások miatt a végösszeg nagyobb lehet 100%-nál). Vallásuk szerint 34,7% volt római katolikus, 8,5% református, 0,7% evangélikus, 0,1% görög katolikus, 1,8% egyéb keresztény, 1,8% egyéb katolikus, 16,2% felekezeten kívüli (36,1% nem válaszolt).

## Nevezetességei
- Református temploma - a 18. század végén épült, a késő barokk stílusban, műemlék.
- Római katolikus temploma - 1977-ben épült Szigetvári György kaposvári építész tervei alapján.